# 양준혁
양준혁(梁埈赫, 1969년 7월 10일~)은 대한민국의 야구 선수다. 선수 시절 KBO 리그 삼성 라이온즈, 해태 타이거즈, LG 트윈스의 내야수 겸 외야수으로 활동했으며 대부분의 선수 경력을 삼성 라이온즈에서 보냈다. 삼성 라이온즈의 프랜차이즈 스타로 활동한 그는 현역 은퇴 직후 사용했던 등번호 10번이 삼성의 영구 결번으로 지정되었다. 현재 MBC Sports+의 야구 해설위원으로 활동하고 있으며 이 외에 스크린야구사업, 스포츠 센터(양신 스포츠 아카데미)를 운영 하고 있다.
타격 폼이 마치 만세를 부르는 것과 같아서 붙여진 ‘만세 타법’으로도 잘 알려져 있다. 사실 만세 타법은 야구 교본에도 실려 있지가 않은 실로 창의적 타법이며, 이를 사용한 선수는 양준혁이 세계 최초이다. 프로 야구 선수 시절에는 삼성 라이온즈의 대표적인 프랜차이즈 스타로 군림했고 양신이라는 별명을 갖고 있다.
영남대학교 경제학과를 졸업한 뒤 1992년 삼성 라이온즈가 김태한을 1차 지명하면서 쌍방울 레이더스의 2차 1순위 지명을 받게 되었지만 입단을 거부하고 상무에 입대하였다. 병역 결정을 위한 신체검사 당시 보충역으로 판정을 받으면서 방위병으로 군복무를 전역하게 되었다. 방위 복무 전역 이후 1993년 삼성 라이온즈의 1차 지명을 받아 입단, 이 시기부터 프로 야구 선수 생활을 시작하였다. 데뷔 첫 해에 타율 0.341로 타격왕에 오르고, 이종범과의 경쟁 끝에 신인왕에도 올랐으며, KBO 리그 사상 신인으로서 타격왕을 차지한 유일한 선수이다. 그해 130안타를 시작으로 2008년까지 16년 연속 100안타 기록을 달성했고, 1996년(151안타)과 1998년(156안타)에는 최다 안타 타이틀을 차지하기도 했다. 그리고 2002년, 2005년, 2008년, 2010년 시즌을 제외하고는 모두 3할이 넘는 타율을 기록해“배트를 거꾸로 잡고 쳐도 3할”이라고 불리기도 했다.
2005년 6월 25일, 13시즌 만에 1772개의 안타를 쳐서 장종훈의 개인 통산 최다 안타 기록을 경신했다. 특유의 만세 타법으로 장종훈에 이어 ‘기록의 사나이’란 명성을 쌓아갔다. 이어 2007년 6월 9일, 두산 베어스전에서 KBO 리그 사상 최초로 개인 통산 2,000안타를 달성, 지금까지 골든 글러브를 모두 8차례 수상했다. 프로 야구 올스타전 홈런 레이스에서 1993년 초대 챔피언에 등극한 데 이어 1998년과 2001년에도 타이틀을 거머쥐는 등 최다 수상을 했다. 2008시즌에는 1할대 타율을 기록하는 부진을 보이며 처음으로 시즌 도중 2군으로 내려가는 수모를 겪기도 했으나 2002년, 2005년, 2008년, 2010년을 제외한 모든 시즌에 3할대 타율을 기록하고, 15시즌 동안 두 자릿수 홈런을 때려 내는 등 꾸준한 활약을 보였다.
한때 임창용을 상대로 한 트레이드로 삼성 라이온즈를 떠나 1999년 해태 타이거즈(현 KIA 타이거즈)와 2000년 ~ 2001년 LG 트윈스에서 선수 생활을 하기도 했으나 2001 시즌이 끝난 뒤 FA를 선언하여 친정 팀에 복귀해 처음으로 한국시리즈 우승을 맛보았다. 2008년 준 플레이오프 때 포스트시즌 최고령 홈런을 기록하였다. 2009년 5월 9일에는 대구 LG 트윈스와의 경기에서 기존 장종훈이 가지고 있던 KBO 리그 개인 통산 최다 홈런(340개)을 경신했다.
양준혁 본인이 가장 좋아하는 통산 기록은 통산 안타 수와 통산 홈런 수라고 한다. 특히 통산 홈런의 경우 시즌 홈런 1위를 한 번도 해본 적이 없음에도 통산 홈런 개수로 1위를 기록했다는 것에 대해 자기 스스로 놀랐다고 한다. 매 시즌 꾸준히 20개 정도 홈런을 친 게 누적이 되어서 이런 기록을 갖게 되었다고 했다. 이와 별개로 가장 의미를 두는 기록은 통산 사사구 기록이라고 한다. 타자로서 출루율이 높다는 것은 그만큼 타자가 살아 나갈 수 있는 확률이 높다는 뜻이기 때문에 그는 사사구와 출루율이야말로 타자에게 가장 중요한 부문이라는 지론을 가지고 있다.
그는 야구 선수 시절 최고의 순간으로 2002년 한국시리즈 6차전에서 이승엽, 마해영의 백투백 홈런으로 삼성 라이온즈가 우승을 확정지었던 순간을 꼽았다. 양준혁으로선 아마추어 시절부터 통틀어 소속 팀이 우승한 적이 단 한 번도 없었을 뿐더러 삼성으로서도 1985년 전·후기 시즌 통합 우승을 한 것 외에 단기전 한국시리즈를 통해 우승한 것은 처음이었기 때문에 더 의미 있고, 더 많은 감격을 느꼈다고 말했다. 당시 김응용 감독의 도움으로 FA를 통해 극적으로 친정 팀에 돌아온 첫 해이기도 했거니와 팀내 선배로서 힘겹게 후배 선수들을 이끌며 일궈 낸 값진 우승이었기에 그 보람이 더 컸다고 한다.
2010년 7월 26일, 그는 현역에서 은퇴하겠다는 입장을 표명했고, 2010년 9월 19일 홈구장인 대구시민운동장 야구장에서 은퇴식 및 은퇴 경기를 치렀으며, 이날 무안타를 기록했지만 마지막 송은범과 대결에서 내야 땅볼에 전력 질주하는 모습을 보여 양준혁다운 모습을 보여줬다. 그의 등번호 10번은 삼성 라이온즈에서 2번째 영구 결번이 되었으며, KBO 리그 9번째 영구 결번이 되었다.
당초 2011년 2월 미국 메이저 리그 뉴욕 양키스에서 지도자 연수를 받을 계획이었으나 영남대학교 대학원 진학과 임용수 캐스터와의 친분으로 SBS와 계약하였다. 2011년부터 2013년까지 SBS와 SBS ESPN에서, 2014년부터 MBC와 MBC Sports+ 야구 해설가로 활동하고 있다. 소속사는 JH 스포테인먼트이다.
2022년 아시안 게임에서는 김진욱과 함께 TV조선에서 야구 해설을 맡았다.
19살 어린 아내를 만나 55세 늦은 나이에 귀한 딸을 얻었다.

## 선수 경력

### 야구 시작 ~ 고등학교 시절
1969년 대구 중구에서 태어난 양준혁은 양일환 삼성 라이온즈 2군 투수 코치가 그의 사촌형이고, 삼촌 또한 노히트 노런을 기록한 투수 출신이었다. 어린 시절 사촌 형과 삼촌이 야구를 하는 것을 보면서 자란 그는 야구에 흥미를 느껴 자신도 야구를 하겠다고 부모에게 말했지만, 가정 형편이 좋지 않았던 이유로 부모는 처음에는 반대했지만, 야구에 대한 그의 열정이 강해 결국 가족들에게 허락을 받고 남도초등학교 4학년 시절부터 야구를 시작했다. 처음에는 투수였던 그는 왼손잡이에 공도 빠른 편이었으나, 투수를 하면 팔이 아파서 싫어했다.
경운중학교를 거친 그는 대구상업고등학교 때 타자로 전향한 그는 고등학교 1학년 때부터 이미 학교의 4번 타자를 맡았으며, 당시에는 몸이 마르고 힘이 없어 홈런이 많지는 않았으나, 도루를 잘 하는 편이었고 타율도 높았다.

### 영남대학교시절
양준혁은 1988년 당시 만 19세로 프로 데뷔가 가능한 나이였으나 스스로 영남대학교 경제학과의 입학의 길을 택했다. 그러한 선택을 한 이유는 당시 박영길 삼성 라이온즈 감독이 그에게 대학 진학을 권유했기 때문이라고 한다. 그는 서울특별시 소재 대학에 얼마든지 들어갈 수 있었지만 삼성에서의 데뷔를 위해 영남대학교 경제학과에 입학했다. 그는 대학 선수 시절 동안 오늘날 프로에서의 활약만큼이나 많은 기록과 수상 경력을 쌓았다. 1988년에 있었던 대학 선수권 대회에서 5할을 훨씬 넘은 5할 4푼 5리의 타율을 기록해 대학 선수권 타격상을 받았고, 이후 1989년에는 대학 추계 리그에서 도루상 또한 수상했다.
1988년과 1989년, 아마추어 야구에서 실력을 인정받게 된 양준혁은 생애 처음으로 국가 대표로 발탁되어 제2회 한·미 선수권 대회에 출전하게 된다. 또한 푸에르토리코에서 개최되는 제 9회 대륙간컵에도 국가대표로 출전했다. 두 번의 국가대표팀 활동에서 그는 좋은 활약을 보였으나 아쉽게도 팀은 우승하지 못했다. 그러다가 1989년 대만에서 열린 제2회 IBA회장배 대회에 다시 국가 대표로 출전하여 우리나라가 우승하면서, 국가대표에 발탁된 이래 처음으로 우승을 경험하게 되었다.1990년에는 전국대학 춘계리그에 출전하여 추계 리그에 이어 다시 한 번 도루상을 수상하였고, 9월 중국 베이징에서 열린 아시아 경기 대회에도 국가 대표로 출전했다.
1992년 영남대학교 경제학과를 졸업한 그는 신인 드래프트에서 각 팀들의 지명을 기다리고 있었다. 당시 그는 신인이었지만 이미 국가 대표 클린업 트리오 중 한 명이었을 정도로 발군의 기량을 보여주고 있었기에 모든 구단이 탐내는 선수였다. 물론 그는 삼성 이외의 팀에는 입단할 생각이 없던 터였다. 그러나 전통적으로 타력에 비해 투수력이 약했던 삼성은 당시 '만딩고' 김상엽 외에는 믿을 만한 투수가 없었으며, 이 때문에 140 km 대의 빠른 구속을 가진 좌완 신인 김태한도 절실하게 필요했다. 그러나 연고 구단이 1차 지명할 수 있는 선수는 딱 한 명이라는 것이 문제였는데, 이에 삼성이 묘수를 냈다. 삼성은 1991년 말 열린 신인 드래프트에서 먼저 김태한을 연고 지명 케이스인 1차 지명으로 확보한 뒤 이듬해 드래프트에서는 양준혁을 1차 지명해 사자 유니폼을 입혔던 것이다. 이것은 2차 지명의 시효가 1년이라는 제도의 허점을 파고든 것으로, 1991년 당시 삼성은 일단 김태한을 1차 지명한 뒤 양준혁과는 모종의 합의 하에 상무 입대를 선언하게 한 것이었다. 쌍방울이 양준혁을 2차 지명했으나 이미 그의 상무 입대를 막을 수는 없었다. 결국 삼성은 방위 복무로 전환하게 되어 1993년 시즌 신인 드래프트에 다시 나온 양준혁을 1차 지명하여 거둬들였다. 이 때문에 몇몇 구단들이 거세게 반발했고, 이후 KBO는 2차 지명의 효력을 1년에서 3년으로 연장했다.
한편 1991년 11월 1992년 신인 드래프트가 있기 전, 양준혁은 제25회 대통령기에 출전해 타점상을 받았고, 또한 제 41회 백호기에 출전하여 도루상을 차지해 대학 시절 도루상을 3번이나 차지하는 기록을 세웠다.

### 상무 시절
삼성과의 약속을 지키기 위해 자진해서 상무에 입대한 그는 병역 결정을 위한 신체 검사 당시 상근 예비역으로 판정을 받아 1년간 현역병 생활을 한 후 방위병으로 전환해 복무하였다. 상무 시절 대통령배 추계 실업리그에 나가 홈런왕을 차지하게 되었고, 그 외에 여러 경기에 출전하여 좋은 기록을 세우게 되었다. 그리고 그는 그 전까지는 몸이 말랐으나 상무 때 웨이트 트레이닝을 하면서 프로 첫 해까지 82kg로 몸무게가 불어났다. 제대 후 쌍방울 레이더스의 2차 지명권이 1년이었기 때문에 자동 말소되었고, 약속대로 1차 지명을 다시 받아 연고 팀 삼성 라이온즈에 입단하게 되었다.
상무 피닉스의 박치왕 감독은 양준혁과 상무 동기이다.

#### 이후 파동
양준혁이 쌍방울의 지명을 거부하며 상무에 자진 입대를 택했을 때 그와 삼성 사이의 밀약이 존재했다는 사실은 당시 쌍방울의 감독이었던 김인식 감독 및 대부분의 야구 관계자들이 예상하고 있었다. 양준혁이 1993년 제대한 뒤 결국 삼성에 입단하게 되자, 제도의 허점을 보완하기 위해 KBO는 2차 지명의 보호권을 3년으로 늘렸다(현재는 2년). 그럼에도 불구하고 삼성과 양준혁 간의 밀약의 존재는 정황상의 심증만 있을 뿐 물증이 없었으므로 정작 당시에는 이 사건의 파장이 그다지 크지 않았다. 그러나 5년 후 양준혁이 삼성에서 해태로 트레이드되었을 때, 오랜 잠적 끝에 가진 인터뷰에서 과거 트레이드 당시 있었던 삼성과의 모종의 거래를 폭로하면서 문제가 크게 불거졌다. 그는 1991년 삼성이 일단 급한 투수를 보강하기 위해 김태한을 1차 지명한 후, 자신을 1차 지명하기 위해 군에 입대하도록 권유했었다는 사실을 폭로했다. 당시 2차 1순위권자였던 OB에서 백지 수표와 아파트를 제의했지만 거절했으며, 2차 2순위권자였던 쌍방울이 지명하였지만, 삼성의 권유대로 상무에 입대하고 난 뒤 월급조로 삼성으로부터 매달 100만 원씩을 받았다는 사실도 함께 밝혔다.
이러한 일이 있은 후 해태의 김응용 감독은 "양준혁을 회유하여 팀에 입단하게 한 삼성의 행위를 문제 삼기 위해 구단이 직접 행동해야 한다"라고 말했다. 당시 양준혁 문제로 골머리를 앓고 있었던 해태는 '양준혁의 삼성 입단은 명백한 규약 위반이다'라며 문제를 제기하였고, 이에 KBO는 삼성에 1993년 양준혁의 입단경위서 제출을 요구했다.
삼성은 이러한 의혹에 대해 공식적인 입장을 밝히지 않다가 "오래된 일이라 자세히 생각나지 않고, 경리 장부에 매월 100만 원의 지출 내역이 있는지 확실치 않다. 일단 확인 작업을 거치겠다"라는 입장을 밝혔다. 이후 양준혁이 해태로의 이적을 동의하게 되면서 이 사건에 대한 여론의 관심도 잠잠해졌고, 점차 대중의 기억 속에서 멀어지게 되었다.

### 신인 시절
군 복무를 마친 양준혁은 삼성이 1993년 1차 지명함으로써 드디어 자신이 오래전부터 원했던 구단에 입단할 수 있게 되었고, 역대 타자 최고액인 계약금 1억 100만 원, 연봉 1800만 원에 계약을 체결하였다. 1993년 4월 10일, 그는 자신의 프로 첫 경기 쌍방울과의 경기에서 임창식으로부터 첫 안타를 뽑으며, 5타수 5안타를 치는 무서운 활약을 선보였고, 그후로도 계속 놀라운 활약을 펼치며 신인임에도 팀의 3번 타자로 꾸준히 출전하였다. 당시 여러 전문가들은 양준혁, 김성래, 강기웅, 이종두가 있는 삼성의 중심 타선을 문제로 지적하고, 약체로 취급하게 하였으나 신인 양준혁의 대활약과 부상에서 돌아온 4번 타자 김성래 및 이종두의 활약으로 팀은 준우승까지 하였다.

#### MVP 경쟁
양준혁은 데뷔 첫 해 MVP 경쟁을 하게 됐는데, 그 경쟁자는 같은 팀 선배인 김성래였다. 정규 시즌에서 후반기로 갈수록 경쟁은 더욱 치열해졌다.
타율면에서는 양준혁이 0.341로 0.300인 김성래를 완전히 압도했다. 득점에서도 양준혁이 82점으로 64점인 김성래를 앞서갔고, 양준혁은 홈런에서 밀렸으나 타점에서는 1점 차이로 뒤진 채 시즌을 마감했다. 김성래가 아무리 홈런 기록이 양준혁보다 앞서간다고 해도 만약 타점면에서 양준혁한테 뒤지면 MVP는 같은 팀 후배인 양준혁에게 넘어갈 수 있었다.
MVP 경쟁에서 삼성 구단은 MVP 김성래, 최우수 신인 선수를 양준혁으로 정했으며, 우용득 감독은 남은 두 경기에서 양준혁과 김성래를 모두 내보내지 않았고, MVP 투표에서도 홈런왕과 타점왕인 김성래가 압도적인 표를 받고, 득점면에서 김성래에게 앞서가고, 수위 타자였던 양준혁은 단 2표만 받고 MVP는 김성래가 되었다. 그래도, 한 팀에서 MVP와 신인왕을 동시에 배출시킨 경우는 1985년 해태 타이거즈의 김성한(MVP)과 이순철(신인왕)에 이어 2번째였다. 양준혁은 삼성 라이온즈 최초의 신인왕이 되었다.

### 20-20클럽
1993년 이후로 양준혁은 1994 시즌에는 타점왕을 기록하고, 1995 시즌에는 특별한 성적을 보이지 못했으며 1994년 완전히 지명타자로 전향했지만 부상에서 회복한 1993년부터 본격적인 주전 우익수로 나선 이종두가 어깨와 허리통증을 호소하여 1995년부터 우익수로 포지션을 변경했고 당시 삼성 1루수 요원 중에서는 전년도에 완전히 지명타자로 바꾼 양준혁이 우익수로 포지션을 변경한 데 이어 김성래가 1995년 시범경기에서 허벅지 부상을 당해 전열에서 이탈하는 바람에 쓸만한 사람으로는 1994년부터  포지션을 변경한 이만수 밖에 없어 투수로 입단한 이승엽이 1루수로 전향을 하기도 했다. 1996 시즌은 최초로 전 경기 출장과 3할 4푼 6리로 수위 타자가 되었고, 28홈런과 23도루로 양준혁은 20-20을 기록했고, 20-20을 기록한 날짜는 1996년 8월 15일이다. 그는 프로 데뷔 첫 20-20 클럽에 가입하게 되었고, 또 20-20 클럽에 가입한 양준혁은 팀 사상 최초로 20-20을 기록하게 되었다. 2007 시즌에는 역대 최고령 20-20 클럽에 가입하였다.
양준혁은 20-20 을 4번 달성해 박재홍과 함께 최다 20-20 달성 선수로 기록되어 있다.

#### MVP 재도전
1996년에 양준혁은 20-20클럽을 성공해 MVP에 다시 도전하게 된다. 타율 3할 4푼 6리와 28홈런, 또 23도루를 기록해 MVP에 뽑힐 가능성이 있었다. 그러나 삼성은 팀 사상 최악의 성적인 6위와 첫 30-30을 기록한 박재홍, 다승왕과 최고의 마무리였던 구대성으로 인해서 양준혁은 MVP에서 멀어지게 되었다.
예전 MVP를 뽑을 때나 지금에도 MVP를 뽑을 때 팀 성적이 나쁘면 여전히 MVP로 뽑히기 힘들어진다. 팀 성적이 나쁜 양준혁은 삼성이 만약 포스트시즌에 진출하면 가능성이 조금이라도 늘어났을 것이다. 그러나 1996년 삼성은 6위라는 성적을 기록했으며, 첫 30-30을 기록한 신인 박재홍, 다승왕과 최고의 마무리였던 구대성이 유리하게 되어서 MVP 투표에서 양준혁은 최고 수위 타자와 최다 안타, 장타율 1위를 기록하고도 다시 도전한 MVP에서 탈락하고 프로에 데뷔한 후 처음으로 받는 골든 글러브에 만족해야만 했다.

### 해태로 트레이드되다
1999년 양준혁은 삼성에서 해태로 전격 트레이드되었다. 이 트레이드는 선수협이 만들어지는 데에 큰 영향을 주었다. 그는 당시 유망주였던 곽채진, 황두성과 함께 해태 타이거즈 투수 임창용을 상대로 현금 트레이드되었다. 당시 삼성 라이온즈의 판단은 양준혁과의 연봉 협상을 피하기 위해 빅 트레이드를 성사시킴으로써 외국인 선수로 그 공백을 메우려는 것이었다. 양준혁은 이 트레이드 이후 열흘 이상 잠적하였다. 다시 기자 회견을 열어 트레이드를 전면 거부한다는 의견을 밝히고 미국의 마이너 리그 베이스볼에서 뛰겠다는 의사를 밝혔다. 그러나 이 의견대로 미국으로 진출한다면 양준혁은 해태가 임의탈퇴 처리를 하면 한·미 선수협정 7항에 따라 미국에 진출을 할 수 없게 됨으로써 양준혁은 마이너 리그 진출이 아닌 1년간 미국 연수를 한다고 말을 하며, 트레이드 거부 의사를 밝혔다.
해태에서 양준혁 문제가 골칫거리가 되자 갑작스럽게 양준혁이 현대로 재트레이드된다는 말이 나오기 시작했고, 삼성은 양준혁을 "재트레이드를 하지 말라"라고 요청하자 해태는 재트레이드가 없음을 말했다. 양준혁이 계속해서 해태에 돌아오지 않자, 해태는 "다른 선택은 있을 수 없다"라는 의견을 밝혔고, 양준혁이 계속해서 자신의 주장인 미국행을 굽히지 못한다면 임의탈퇴 공시 신청을 할 예정이었다.
이렇게 끝날 줄 몰랐던 양준혁의 트레이드 파동은 그가 계속 자기 뜻을 굽히지 않고 미국행 연수를 하려 한 양준혁이 극적으로 해태에 가게 된 이유는 프로 야구에서 국내에서 팀을 옮기려면 10년을, 해외로 진출하려면 7년을 뛰어야 갈 수 있게 만든 자유 계약 선수 제도의 도입과 함께 당시 해태 타이거즈 감독 김응용의 말에 의해 양준혁은 김응용 감독에게 사과하고, 양준혁은 전화 통화 뒤 4일 만에 해태에 이적하겠다고 밝혀 트레이드 파동이 일단락되었다.
트레이드 파동이 일단락된 후 양준혁은 1999년 1월 8일, 해태에 첫 방문을 한 뒤, 팀 훈련에 합류하면서 김응용 감독을 만나 해태 V10 결의를 했고, 해태의 선수들과 우승을 위해 전지 훈련을 떠난 뒤 양준혁은 개인적으로 특별 타격 훈련을 자청하였다.
라이벌 팀으로 트레이드된 이후에도 대구 팬들은 경기에 나선 양준혁을 반갑게 맞아 주었고, 이후 그가 FA를 선언하였을 때 김응용 감독이 양준혁의 삼성 라이온즈 복귀를 도왔다.

### 선수협 결성
해태로 트레이드 된 이후 1년 뒤, 양준혁은 한국프로야구선수협회(이하 선수협)를 결성하게 되었다. 그는 선수협의 설립 목적이 "국내 프로 야구 선수들의 권익을 옹호하고 대외 홍보를 강화하며 야구의 건전한 보급과 지원을 통해 장기적으로 한국 프로 야구를 국제 수준으로 발전시키는 데 있다"라고 밝히며 선수협은 노동 조합이 아님을 분명히 했다. 그는 옷을 벗을 각오까지 하고 선수협 결성에 나섰다고 밝히면서 선수들의 권익과 복지차원에서 선수협 결성을 추진한다고 말했다. 주변의 우려와 소속구단측의 반발에도 불구하고 그가 선수협을 포기하지 않겠다는 의사를 밝히자, 해태는 양준혁이 단체행동 사전 고지 임무를 어겼기 때문에 임의 탈퇴도 불사하겠다는 강경입장을 표명했다. 이에 따라 은퇴까지 불사하고 선수협을 결성을 달성하려는 양준혁과 임의탈퇴라는 최후의 카드까지 꺼내든 소속 구단은 정면 대립의 양상을 보이게 되었다.
다른 선수들과 합심하여 투쟁을 계속한 끝에 결국 2000년 1월 22일 한국 프로 야구 선수협회가 공식 출범하게 되었으며, 초대 회장은 송진우, 감사는 정수근, 박충식이 맡게 되었다. 선수협 출범 후 하루 뒤 KBO는 양준혁의 영구 제명을 추진하였는데, 이러한 KBO의 움직임에 이번에는 시민 단체가 선수협을 지지하며 KBO를 압박하기 시작했고, 양준혁을 비롯한 여러 선수협 선수들은 선수협이 공식적으로 인정받을 때까지 전지 훈련에 불참하겠다는 입장을 밝혔다. 결국 선수협 문제는 2000 시즌 시범 경기 개막을 하루 앞둔 2000년 3월 10일 열린 선수협과 KBO의 협상에서, '선수협은 올시즌 종료후 결성하고 제도개선위원회는 4월 3일 발족시킨다'는 내용을 골자로 하는 합의사항이 도출되면서 극적으로 타결되었다.
그러나 2002년 삼성으로 복귀후 선수협이 2009년 선수노조로 전환을 시도하자 삼성 선수가 퇴장했는데 강병규의 인터뷰에 양준혁의 책임을 말하곤 있지만, 흔히들 이야기하듯이 양준혁이 인솔해서 나갔다는 믿음과는 다르게 그런 증언은 발견할수가없다.

### LG로 트레이드되다
양준혁은 선수협 파동 이후 얼마 가지 않아 LG로 선수협 여파로 인해 다시 한 번 트레이드되었다. 당시 그는 자신의 소속 팀이었던 해태의 감독 김응용이 양준혁을 "선수 + 현금" 방식으로 트레이드 하겠다는 뜻을 말하자, 직접 LG 권혁철 사장이 "적당한 선이라면 얼마든지 트레이드할 의사가 있다" 라고 영입 의사를 밝혔고, 또 당시 신생 팀이었던 SK가 양준혁을 사겠다고 선언했다. 현대도 여러 문제로 인해 양준혁을 사겠다는 입장이었지만, 선수협이 걸림돌로 작용하여 양준혁 영입에 부정적인 입장을 보였다. 해태가 '10승 투수를 내주어야 트레이드하겠다'는 말에 SK와 LG는 서로 난색을 표했고, 결국엔 LG가 전년도에 10승을 거두었던 투수 손혁에 현금 5억 원을 얹어 현금 트레이드하여 양준혁을 영입하게 되었다. 당시 LG와 함께 양준혁 영입 쟁탈전을 벌이던 SK는 LG와 달리 해태와의 트레이드 협상이 LG처럼 더 이상 발전하지 못하고, 해태의 트레이드 조건을 만족시키지 못해 뒤처지게 되었다. 그는 이전에 있었던, 삼성이 해태로 자신을 트레이드한 사건과 달리 LG로 가는 이 트레이드에 불만이 전혀 없음을 밝혔다.
반면 양준혁의 현금 트레이드 상대였던 손혁은 이적을 거부하고 은퇴 의사를 굽히지 않게 되었고, 해태 구단은 손혁을 2000년 4월 16일에 임의탈퇴 신청을 하게 되었다. 그러나 당시 KBO 이상국 사무총장이 "손혁이 일본에서 돌아오면 직접 만나보고 최종 결정을 내리자"고 제안한 것을 받아들이며 해태 구단은 임의탈퇴 선수로 공시하지 않았다. 후에 손혁은 팀에 돌아오지만, 이렇다 할 활약을 해 보지 못하고 2002년 시즌 후 진필중을 상대로 김창희와 함께 두산 베어스에 트레이드된 후 2004년에 은퇴했다.
LG로 트레이드된 후 양준혁의 등번호를 정하기 위해 LG 구단은 많은 고민을 하였는데, 그 이유는 양준혁이 줄곧 달았던 10번을 내야수 안상준이 이미 사용하고 있었기 때문이다. 그러나 안상준의 사기를 떨어뜨리지 않기 위해 묘안을 생각하게 되었는데, 처음에는 1번과 38번 중 하나를 생각했다고 한다. 당시 LG 이광은 감독은 "38광땡"이라 행운이 올 것이라는 생각을 하고 38번을 추천했다고 한다. 그러나 양준혁은 "선수의 권익을 위해 싸운 사람으로서 후배(안상준)의 등번호를 뺏기는 싫었다"고 고백하면서, 자신에게 생소했던 57번을 등번호로 달았다. 하지만 2001 시즌이 되면서 다시 원래의 등번호인 10번을 사용하게 되었다.
LG 이적 첫해에는 한때 타율이 0.235까지 떨어지는 부진을 보이며 LG 이광은 감독의 애를 태우기도 했지만 이후 타격 페이스가 살아나기 시작하며 3할이 넘는 타율을 유지하여 시즌을 마칠 수 있었고, 이듬해에도 본인의 최고 타율인 0.355 로 타격왕에 등극하며 FA 자격이 될 수 있는 시즌을 좋은 성적으로 마치면서 후일 LG와 한 협상에서 유리한 위치를 점하게 된다.

### 삼성으로 귀환
양준혁은 FA 자격이 10년에서 9년으로 줄어들면서 2001년 말 FA 선언을 할 수 있게 되었고, LG 팀 훈련 도중 FA를 선언하기 위해 따로 귀국하였다. 양준혁은 FA를 신청하기 위해 FA 신청서를 구단에 공식적으로 제출하였고, 제일 먼저 자신의 소속팀 LG와 협상을 하게 되었다. 양준혁은 LG에게 4년 연봉 16억 + 계약금 20억 원을 요구했고, LG 최종준 단장은 양준혁과의 3차 협상에서 협상 불가능이라고 뜻을 밝히며, 공식적으로 협상을 포기하였다. 양준혁은 LG와 협상이 결렬된 뒤 36억 원을 포기하며 다른 구단과 FA 협상할 준비를 하였으나 그의 여전히 높은 몸값으로 인해 선뜻 그를 원하는 구단은 나타나지 않았다. FA 선수 중 유일하게 계약을 하지 못한 선수로 남은 양준혁은 한동안 방황하는 듯했으나 다행히 당시 삼성 감독으로 있던 김응용의 부름을 받으며 좋은 조건에서 선수 생활을 이어갈 수 있게 되었다. 한편, 해태가 거포 김기태를 놓치자 뒤늦게 양준혁을 영입하겠다는 의사를 보이기도 했으나 결국 양준혁의 몸값에 대한 부담과 팀 컬러에 맞지 않는다는 코칭 스태프의 의견으로 양준혁 영입은 확실히 넘어가게 되었다. 삼성 구단측은 애초에 양준혁이 FA로 나올 때부터 '양준혁 영입은 없다'라는 입장을 고수했었다. 그 이유는 양준혁의 몸값과 삼성의 톱타자인 마해영, 이승엽과의 포지션 중복, 잇따른 FA 영입 실패로 인해 압박이 컸다. 그러나 삼성은 감독이었던 김응용 감독의 요구와 양준혁의 입지가 크게 좁아지자 삼성은 양준혁 영입에 긍정적인 반응을 보였다. 삼성은 양준혁 영입에 관한 긴급 회의를 열게 되었고, 모든 포지션을 수비해 본 양준혁을 외야수에 두면 포지션 중복이 없다는 의견이 나왔고, 김기태 수준으로 양준혁의 영입을 검토해 보겠다는 결과가 나왔다. 이후 양준혁은 삼성과의 첫 협상 전, 27억 원이라는 입단 조건에 합의한 것으로 밝혀졌고, 첫 협상은 27억 원에 옵션 부문만 추후 협의하기 위해 협상을 하는 것으로 밝혀졌다. 첫 협상은 계약기간과 계약금은 서로 비슷했지만, 연봉·옵션 부분에서 삼성은 마이너스 옵션을, 양준혁은 플러스 옵션을 제시하여 서로 의견이 달라지기는 했으나, '현재 밝힌 부분이 최종은 아니다'라고 말해 사실상 합의를 이뤘음을 암시했다. 이후 2차 협상에서 삼성과 양준혁은 2차 협상 전, 사전 조율을 통해 의견을 좁혔고 최종적으로는 23억 2,000만 원에서 마이너스 옵션 6억원, 플러스 옵션 4억 원으로 삼성에 입단하게 되었다. 양준혁은 이 협상에 협의한 이유가 옵션을 모두 플러스 옵션으로 끝낸다면 27억 원을 가질 수 있기 때문에, 삼성이 자신이 원하는 금액을 제시해 구단이 자신의 자존심을 세워 줬다고 생각했기 때문에 계약에 협상했다고 밝혔다.
삼성에 입단한 양준혁은 이후 신문 기사에서 미국 메이저 리그 뉴욕 메츠에 입단할 수도 있었다고 보도했다. 이미 뉴욕 메츠에서는 바비 밸런타인 감독의 사인까지 난 상태에서 한국 프로 야구의 FA 상황을 지켜보고 있었다. 뉴욕 메츠의 오마르 미나야 국제 스카우트 부사장은 양준혁과 직접 접촉까지 한 것으로 밝혀졌다. 당시 LG와 협상이 결렬된 뒤, 양준혁이 '국내 구단 중 아무런 곳도 불러주지 않는다면 해외로 진출 하겠다'라고 말한 것도 뉴욕 메츠를 염두에 뒀기 때문에 이 같은 발언을 할 수 있었던 것이라고 밝혀졌다. 뉴욕 메츠는 여러 구단들이 선수협에 깊은 관련이 있는 양준혁을 아무도 부르지 않는다는 내용까지 파악하고 있었고, 계속해서 아무 구단도 영입하려 하지 않자 상황을 지켜 본 뒤 양준혁에 대한 영입 협상을 하려고 했지만, 삼성의 김응용 감독이 영입 의사를 보이면서 4년의 계약에 성공했으며, 그에 따라 뉴욕 메츠의 양준혁 영입은 실패로 돌아갔다. (지금도 양준혁은 김응용 사장을 은인이라고 존경할 정도로 김응용 당시 감독으로부터 선수 생활 구제를 받았다) 당시 뉴욕 메츠가 양준혁에게 제시하려고 했던 금액은 계약 기간 2년에 약간의 계약금과 연봉 120만 달러(당시 15억 6천만원)라는 수준으로 조건을 제시하려고 했다. 뉴욕 메츠는 양준혁을 1루수, 혹은 외야수로 쓰려고 했는데 기존 1루수인 토드 질을 트레이드 하면, 양준혁이 빈 자리를 메꾸어 줄 것이라고 판단했기 때문에 양준혁을 영입하려고 했다. 또한 뉴욕 메츠는 양준혁을 이치로와 비교해서 수비는 떨어지지만 타격은 비슷한 수준이라는 평가까지 내린 상태였다. 만약 국내 구단들이 양준혁을 계속 외면했다면, 양준혁은 메이저 리그로 떠나 있었을 것이다.
하지만 양준혁이 기자에게 공개했던 뉴욕 메츠 입단제안서는 여러 가지 면에서 의혹이 제기되고 있다. 2001년 당시 외국구단에서 KBO에 양준혁에 대한 신분조회 요청이 없었고, 양준혁 본인이 공개했던 뉴욕 메츠 입단제안서 외에는 다른 공식적인 확인이나 다른 야구인의 증언이 나오지 않았다. 제안서에 사용되었던 용어에도 한국식영어가 그대로 사용되었고, 메이저 리그 야구에서는 사용되지 않고 한국 프로야구에서만 사용하는 용어들이 사용되었다.

### 첫 우승
2002 시즌 친정팀 삼성에 돌아온 후 10년 연속 3할에 도전했으나, 갑작스런 부진에 빠졌다. 결국 2할 7푼대의 타율로 실패하고 말았다. 그는 "훈련 도중 FA를 위해 귀국해서, 훈련 부족이 문제가 되어 2002년에 3할의 타율을 기록하지 못하고 부진에 빠진 것"이라는 기사가 나왔다. 양준혁은 시즌 전 삼성의 훈련 끝에 자체 청백전과 시범 경기에서 대활약을 보여주면서 한때 한국 야구 위원회에서 설문 조사를 했을 때 가장 가능성 있었던 기록이 양준혁의 10년 연속 3할이라고 나왔었다. 또한 한국 프로 야구가 열리기 전 시범 경기에서 대활약으로 인해 여러 기사에서 극찬을 받았고, 기사에서 이종범, 이병규와 함께 타격 부문 후보로 뽑히기도 했다. 양준혁은 한국 프로 야구가 개막된 뒤 새로 만든 '탈수기 타법'으로 4할 1푼 7리라는 타율을 기록했으나 얼마 가지 못해 2할 7푼 8리로 추락하였고, 심지어 그의 타율은 개막전이 열린 후 5월 초부터 더욱 급격히 하향곡선을 보였고, 2할 5푼대를 기록한 후 계속해서 타율은 상승하지 못하였다.
양준혁은 6월에 5월부터 계속 지속되었던 타격 부진이 잘 맞은 타구가 계속해서 야수 정면으로 가고, 타격 부진이 지속되자 "작년에는 잘맞은 타구가 거의 안타가 되었는데 올해는 이상하다. 자꾸 정면으로만 간다"라고 밝힌 적이 있었다. 그는 타격 부진이 일시적인 불운으로 생각되었으나 계속해서 타격 부진이 이어지게 되면서 타격 자세에 대한 의문이 들어 계속해서 타격폼을 바꾸었지만 역시 타격 부진은 지속되어 나아지지가 않았고, 타격감이 좋을 때는 타격 훈련을 통해 스윙을 점검하지만 타격감이 좋지 않을 때는 각종 자세를 시험해 보는 문제가 일어나기까지 했다. 계속되는 타격 부진에 이어 심지어 양준혁에게 타격 부진에서 벗어나야 한다는 부담감, 스트레스 피로감으로 인해서 더욱더 타격 부진에 빠져 벗어나오기 힘들어지게 되었다.
그러나 전반기가 끝날 즈음에 양준혁은 다시 타격감이 좋아지게 되었으나 다시 후반기가 열린 뒤, 다시 타율이 2할 5푼 6리를 기록하는 등 타격감이 나빠지게 되었고, 결국엔 10년 연속 3할 타율을 포기하고 팀의 정규 시즌 우승을 위해 최선을 다하겠다고 인터뷰를 통해 말했다. 10년 연속 3할에는 실패했으나 세 자릿수 안타는 간신히 성공하게 되었고 팀은 후반기에 연승 행진과 여러 선수들의 활약으로 인해 2002년에도 정규 시즌 우승을 하여 한국시리즈에 진출하게 되었다. 양준혁은 한국시리즈에서 2002년에 부진했던 것을 다시 좋은 활약을 보여 명예 회복을 다짐했고, 경산 볼파크에서 자청한 특별 타격 훈련을 받았다.
한국시리즈가 시작된 후 1차전에서 그는 우익선상 2루타를 치고, 다음 후속 타자 진갑용의 우익수 플라이 후 전력 질주하여 3루까지 태그업, 과감한 허슬 플레이로 기사가 나왔고, 2차전에서는 선발 엔트리에서 제외가 되었지만 이후 3차전에서 팀이 승리를 하는 데 결정적인 기여를 하였다. 4차전까지 한국시리즈에서 타율 4할 2푼 9리로 우승과 명예 회복을 앞두고 앞두고 있었으나, 팀의 4·5차전 연패로 인해서 우승을 미뤘지만 결국 6차전에서 역전, 우승하여 그는 야구를 시작한 뒤 아마추어 시절에도 하지 못했던 우승을 프로에서 처음으로 맛보게 되었다.
우승 후 양준혁은 삼성 라이온즈와 마이너스 옵션과 플러스 옵션 식으로 계약했었으나, 2002년에 경기 출전, 타율면에서는 마이너스 옵션을 간신히 면할 수 있었지만 타점에서 10타점이 부족하여 팀에게 1억 원을 반납해야 했다. 그러나 삼성 라이온즈가 21년 만에 처음으로 한국시리즈 우승을 제패하면서 30억 원을 얻었기 때문에 일부에서는 양준혁의 반납 금액을 받을 필요가 없다고 밝혔다. 그러나 양준혁은 "옵션 문제에 대한 씁쓸함을 느낄 겨를이 없다. 지금은 우승의 뒷맛을 즐기고 싶을 뿐"이라고 말했다. 그러나 양준혁의 구단인 삼성 라이온즈의 배려로 양준혁은 마이너스 옵션인 1억 원을 반납하지 않게 되었고, 삼성 라이온즈는 옵션 해제 이유를 최선참으로 선수단 내 끈끈한 팀워크를 형성하며 정규 리그 1위와 한국시리즈 첫 우승에 공헌했기 때문에 1억 원을 받지 않겠다고 밝혔다. 당시 대구에 있었던 양준혁은 팀이 자신의 마이너스 옵션을 해제해 준 것에 대해 "구단의 배려에 감사하다. 올해 하지 못한 것까지 내년에 하라는 것으로 보고 최선을 다하겠다"고 말했다.

### 두 번째 부진
2005 시즌, 그는 최악의 성적을 기록하게 된다. 2002년과 달리 훈련도 부족하지 않았고, 그리고 타격폼을 바꾼 2002년과 달리 양준혁은 심정수와 함께 팀 자체 청백전에서 대활약을 보였고, 자신 스스로 추가 훈련을 하면서 공격 훈련과 함께 스스로 수비 훈련을 하여 2004년 1루수 수비 이후 불안정한 수비를 해결하고 선동열 감독이 자신을 지명타자로 돌리는 것을 존중하나 타격감을 유지하기 위해서는 수비도 해야 한다는 입장을 밝혀 수비 훈련을 열심히 하여 내야 수비가 안되면 외야 수비도 하겠다고 말했다.
그러나 김한수에게 1루수를 넘겨 주고 훈련을 했음에도 불구하고 시범 경기에서도 지명 타자로 출전해 타격감도 좋지 않았다. 시즌이 열린 뒤 개막 3게임에서도 홈런 1개 없이 10타수 1안타로 타율은 1할을 기록하였다. 그는 최고참 명예 회복을 위하여 특타를 자청했지만 심정수, 진갑용과 함께 계속해서 부진하였고, 한때 현대전에서 4타점을 치고, 연타석 홈런을 기록하는 등 부활하는 기미가 보였으나, 이내 다시 침묵하여 타율은 2할 4푼대까지 떨어지고 말았다.
선동열 감독은 양준혁이 2할 4푼대까지 떨어지자 양준혁이 가장 안 좋았을 때는 타격감의 부활을 위해 최근 성적이 좋아진 심정수를 지명타자로 돌리고 양준혁의 타격감을 최대한 회복하도록 노력을 하겠다고 밝혔다. 그러나 타격감은 좋아지지 않았다. 하지만 양준혁은 2005년 시즌을 치르고 있는 도중에 장종훈의 최다 안타 기록과 같은 안타를 기록하여 타이를 이루고, 장종훈의 최다 안타 기록을 경신했을 때에는 무려 380경기나 앞섰다. 양준혁은 부진으로 인해 9타석이나 안타를 기록하지 못해 삼성은 꽃다발을 만들었다가 폐기하는 등 우여곡절을 겪은 뒤에 경신을 하였고, 그는 이후 1773개의 안타를 기록하게 되었다. 그러나 최다 안타를 경신했을 때의 타율은 2할 3푼 8리로 최악의 성적을 기록했었다. 타격 부진 끝에도 13년 연속 두 자릿수 홈런을 기록하였다.
그러나 6월이 끝난 후에도 정확히 2할 3푼이라는 저조한 성적을 기록했고, 부진을 해결하기 위해 자신 스스로 한 특타를 계속했지만 타격감은 여전히 회복되지 않았다. 그는 2005년에 2할 3푼을 치는 최악의 성적을 기록했을 때에 각 구단 전력 분석팀은 양준혁의 문제점을 상체만 돌고, 팔은 돌지 않는다는 점과 몸쪽 공에 있는 문제를 신경쓰다가 바깥쪽 공을 치는 데에까지 문제가 생겨 여러 투수들의 공격 포인트가 많아졌다고 지적했다. 7월 들어 갑작스럽게 높은 타율을 기록하였고, 1,593경기 만에 1800안타와 최다 득점을 세우는 등 여러 기록들을 세우게 되었다. 7월 이후로 다시 타율이 떨어졌고, 9월 들어 출장하는 경기가 적어져 13년 연속 100안타는 세우기 힘들 것으로 보였으나 한화전에서 2안타를 추가한 뒤 LG전에서 대타로 안타를 추가하면서 13년 연속 100안타를 힘들게 기록하였다. 양준혁은 13년 연속 100안타를 기록한 뒤 타율 2할 6푼 1리와 13홈런 50타점으로 시즌을 마감하였다.
그는 삼성이 여러 선수들의 활약으로 정규시즌을 우승하자 다시 한국시리즈에서 정규 시즌에서 잃었던 명예를 다시 회복하겠다고 말했다. 이후 삼성과 두산의 한국시리즈에서 2차전까지 6타수 2안타를 기록했으나, 한국시리즈 3차전에서 상대 투수 이재우에게 3점 홈런을 쳐서 팀 승리에 기여하였고, 이후 4차전에서 삼성이 승리하는 등 양준혁은 두 번째 우승을 맞게 되었다.

### 2000안타
그는 2007년 6월 9일, 두산과의 경기에서 3회초 우월 2타점 2루타를 기록한 다음 9회초에 1사 주자가 없을 때 타석에 올라 이승학을 상대로 좌중간에 떨어지는 안타를 쳐내면서 한국 프로 야구 사상 최초로 2000안타를 달성하였다. 양준혁은 최초로 2000안타를 기록한 뒤 다음 후속 타자인 김종훈이 병살타를 기록함으로써 아웃되었지만 1루를 밟은 뒤 양준혁은 삼성의 선동열 감독과 두산의 김경문 감독으로부터 꽃다발을 받았다. 2000안타를 달성한 후 기자들과의 인터뷰에서 그는 이렇게 말했다.
| “ | Q : 2000안타를 쳤을 때 기분이 어땠는가? A : 달리는 순간 과거에 어려웠던 순간이 생각 났고, 1루를 밟는 순간 정말 기뻤다. | ” |

2000안타를 기록한 후 한국 야구 위원회에서 양준혁에게 타자 모형과 2000안타를 상징하는 숫자가 담긴 크리스탈 상패와 김응용 삼성 사장으로부터 황금 배트를 받았다. 그가 2000안타를 친 공은 현재 야구 박물관에 있다.

### 성구회 출범
양준혁은 2009년 1월 13일 한화의 송진우와 히어로즈의 전준호(현 NC 주루,작전 코치)와 함께 성구회를 출범하게 된다. 성구회의 가입 조건은 투수는 통산 200승 또는 300세이브, 타자는 2000안타 이상을 기록하면 가입이 가능하지만 양준혁은 타자 중에서 2202안타를 기록했기 때문에 현재 한국 프로 야구의 선수들과 해외에 있는 선수들 중에서 창단 회원으로 뽑히게 되었다. 그는 이후에 가진 기자 회견에서 "작은 모임이지만 많은 성원 부탁드린다"는 말을 했고, 청소년 야구 육성을 통해 건전한 운동 문화에 힘쓰겠다고 말을 하였다. 그는 또 이렇게 말을 이었다.
| “ | 우리 세 명만의 모임이 아니라 100년, 200년을 바라보고 만든 단체다. 유소년 야구, 사회인 야구만이 아닌 중,고교에서도 야구를 손쉽게 접할 수 있도록 노력하겠다. 우리가 앞장 서서 프로 야구의 초석을 마련하는 계기가 되었으면 좋겠다. 지켜봐 주시고 많은 성원 부탁드린다. | ” |

또 성구회의 창단 멤버인 양준혁과 송진우, 전준호는 마지막으로 "받은 사랑을 팬들에게 돌려 주고 싶다"라고 말했다.

### 통산 최다 홈런 기록
2009년 5월 9일 대구에서 열린 LG 트윈스와의 홈경기에서 상대 투수 좌완 류택현의 바깥쪽 패스트 볼을 밀어치는 좌월 홈런(비거리 110m)을 기록하여 마침내 시즌 2호 홈런이자 통산 341호 홈런을 기록하였다. 이 홈런으로 양준혁은 장종훈 현 롯데 자이언츠 2군 타격 코치가 가지고 있던 340개의 통산 홈런 기록을 경신하였다. 그는 홈런을 치고 난 후에 가진 인터뷰에서 "부상으로 2군에 내려갔다가 처음 등록하였고, 적응이 되지 않은 상황이라 홈런을 생각하지도 않았다. 그냥 풀 스윙을 했는데 넘어갔다"며 소감을 밝히면서도 "장종훈 선배가 생각난다"며 그의 기록을 기리고 싶다고 말하였다. 이외에도 양준혁은 "세울 수 있는 기록은 이미 갖고 있다. 팀에 필요한 선수로 남고 싶다"며 소감을 밝혔다.
이로써 그는 통산 타격 8개 부문(최다 홈런, 최다 안타, 통산 최다 2루타, 통산 최다 루타, 통산 최다 타점, 통산 사사구, 통산 타수, 통산 득점)에서 1위를 기록하게 되었다.
그의 최다 홈런 기록은 2013년, 최다 타점 기록은 2016년, 최다 득점과 루타 기록은 2017년 모두 이승엽이 경신하게 된다.

## 응원가
삼성 라이온즈 응원가
(빠밤빠밤) 위!풍!당!당! (빠밤빠밤) 양준혁! x4

## 은퇴
2010년 시즌 삼성 라이온즈는 2008년 시즌부터 과감하게 진행시킨 주축 선수들의 세대 교체를 더욱 탄력적으로 이행했었다. 이 과정에서 양준혁은 노장 선수로서 점차 출전 기회가 줄어 들었는데, 이에 대해 그는 마음을 비운 뒤 한참 심사숙고하다 18년 프로 현역 선수 생활의 마침표를 찍기로 결심했다. 자신이 선수 생활을 더 이어 가기보다 자신이 차지하고 있던 1군 엔트리 자리 하나를 어린 후배 선수들에게 양보함으로써 후배들이 더 많은 경험을 쌓고 출전 기회를 더 많이 잡을 수 있도록 배려하겠다는 생각이었다. 선동열 감독의 무언의 압박을 받았고, 그가 사랑하는 코칭 스탭과 구단 운영진에겐 자신이 은퇴함으로써 좀 더 원활히 세대 교체를 실행할 수 있도록 배려하겠다는 생각이었다. 사실 그는 다른 구단으로 이적하여 더 많은 출전 기회를 얻으면서 현역 선수 생활을 유지할 수도 있었으나 일부러 그런 선택은 하지 않았다. 현역 선수 생활에 미련을 갖기보단 영원히 삼성 라이온즈의 프랜차이즈 스타로 남고 싶었고, 박수칠 때 떠나고 싶었기 때문이다.
시즌 중반 올스타전에 출전하여 좋은 활약을 펼친 양준혁은 올스타전 바로 다음날 자신의 은퇴 결정을 대대적으로 발표하였다. 삼성 라이온즈 구단은 그의 은퇴 결정을 존중해 주었고, 그에 걸맞게 성대한 은퇴식 및 은퇴 경기가 치러질 수 있도록 하겠다고 알렸다. 9월 19일 SK 와이번스와의 경기를 양준혁의 은퇴 경기 날짜로 정하고 구단은 일찌감치 그날 행사를 준비하였다. 은퇴 행사의 이름을 《Blue Blood in NO.10》라 지으며 대대적으로 홍보를 하였고, 팬들의 반응은 점차 뜨거워졌다. 인터넷 예매분 7000석은 25분 만에 매진이 되었고, 은퇴 경기 바로 전날 경기장 앞에 텐트를 치며 일찌감치 기다리는 팬들도 많았다.
은퇴 경기 시구는 양준혁의 아버지가 했고, 양준혁이 시타를 했다. 그가 그동안 밟아 왔던 그라운드를 되밟아 본다는 의미로 1회부터 4회까진 1루수, 5회부터 8회까진 우익수, 9회에는 좌익수로 경기에 나왔다. 공격할 때는 3번 타자로 출전하였다. 5회말이 끝나고 6회초가 시작되기 직전엔 10분 정도의 시간을 할애하여 여러 단체들이 준비한 공로패, 감사패 전달식이 있었다.
이날 상대 선발 투수는 김광현이었다. 자신의 프로 데뷔 경기를 삼성을 상대로 치뤘던 김광현은 그 경기에서 첫 피홈런을 맞았는데, 그 홈런의 주인공이 바로 양준혁이었다. 그때와는 반대로 양준혁의 프로 마지막 경기에 김광현이 선발 투수로 등판하면서 서로 묘한 인연이 되었다. 은퇴 경기에서 양준혁은 선발 투수 김광현에게 3타석 삼진 아웃을 당했고, 구원 투수 송은범을 상대로 2루쪽 땅볼 타구 땐 1루까지 전력질주 하는 모습을 보였다. 이는 양준혁 자신이 데뷔 초부터 자신이 다른 사람에게 그렇게 비춰지고, 보이길 바랐으며, 자신이 되기를 바라왔던 그 모습과 똑 닮은, 포기하지 않고 열정적으로, 진취적으로 달려 나가는 그의 선수 생활을 단적으로, 함축적으로 보여줬다고 할 수 있겠다. 결국 은퇴 경기는 총 4타수 무안타로 경기를 마감하였다. 은퇴 경기가 끝나고 정식 은퇴식이 시작되자 비가 내리기 시작했으며, 양준혁은 은퇴식 도중 눈물을 보이기도 했다. 양준혁의 등번호 10번은 이 은퇴식을 기점으로 영구 결번되었다.
그는 눈물로 고별사를 읽으며 그동안의 성원에 고마움을 표시하였다. 아래는 은퇴식에서 발표한 고별사 전문이다.
| “ | 여러분! 야구를 사랑하시는 모든 야구팬 여러분! 저는 삼성 라이온즈 양준혁입니다. 감사합니다. 2010년 9월 19일 바로 오늘까지 저 야구 선수 양준혁을 응원해 주셔서 감사합니다. 저는 야구를 참 좋아합니다. 그래서 야구 선수로서 참 행복했습니다. 물론 모든 스포츠에서 그렇듯이 선수로서 힘든 순간도 있었습니다. 생각해 보면 그 힘들었던 순간들도 제가 가질 수 있는 행복이었습니다. 많은 분들이 더 뛰어야 하지 않냐고, 또 더 뛰고 싶지 않냐고 물어보셨습니다. 저 역시 현역 선수로 더 뛰고 싶은 마음이 있습니다. 야구는 제 모든 것이니까요. 그러나 벤치를 지키며 선수 생활을 연장하기보다는 팬 여러분께 좋은 모습으로 기억될 때 떠나는 것이 현명한 일이라고 결정했기에 미련없이 떠나기로 했습니다. 이곳 대구, 라이온즈에서 프로 선수 생활을 시작해서 행복했고, 이제 오늘 고향품에서 떠날 수 있게 돼서 더더욱 감사하고 행복합니다. 이제 저는 프로 야구 선수 양준혁이 아닌 인간 양준혁으로 새로운 인생을 향해 또 다른 출발을 하려 합니다. 앞으로 제게 어떤 인생 항로가 펼쳐질 지 모르겠지만 또 다른 성공을 향해 최선을 다할 것입니다. 지금까지 양준혁에게 베풀어 주신 사랑과 성원을 이제는 열심히 뛰며 땀흘리는 라이온즈 후배 선수, 아니 대한민국의 모든 야구 선수들에게 나누어 주시기 바랍니다. 제게 보여 주신 여러분의 뜨거운 사랑과 힘찬 응원의 목소리 절대 잊지 않겠습니다. 뼛속 깊이 간직하겠습니다. 여러분, 고맙습니다. 그리고 여러분 모두들 사랑합니다. | ” |
|   | — 양준혁, 2010년 9월 19일 |   |

양준혁 선수의 은퇴 경기와 은퇴식은 KBS N 스포츠와 DMB 채널 QBS로 생중계되었다.

### 은퇴 이후

#### 양준혁 전국 청소년 야구 대회 개최
양준혁은 2010년 10월 24일 국내 최초의 자신의 이름을 건 야구 대회를 대전광역시 소재 갑천에서 처음 개최하였는데, 이 날 행사에는 전국 55개 청소년 야구 클럽 팀에서 1천 여명이 참석하여 성황리에 개최되었다. 그는 오래전부터 이런 행사를 개최할 것을 생각했으며, 이를 기점으로 본격적으로 시작했다고 밝혔다. 양준혁 청소년 야구 대회는 학교 야구부에 등록되지 않은 순수 클럽 야구를 하는 학생만이 출전하는 대회로, 이 대회를 개최하기 위하여 양준혁이 은퇴 경기 당시 받은 입장 수익금 3천만원 전액을 사용하였다.

#### 홍명보 자선 축구 대회 출전
양준혁은 2010년 12월 25일 전 축구 선수이자 전 대한민국 대한민국 국가대표 축구 감독이면서 본인의 상무 1년 선배이기도 한 홍명보가 이사로 있는 홍명보 장학 재단이 주최하는 자선 축구 대회에 특별 초청되어 참가하였는데, 이 날 그는 현역 시절 등번호인 10번을 달고 전반전에 출전하였다. 그는 사랑팀 일원으로 홍명보 및 김태영, 김정우, 김보경, 윤빛가람, 구자철, 지동원, 박주영 등 전·현직 축구 선수와 개그맨 서경석, 국회의원 정몽준, 여자 축구 청소년대표 선수 여민지와 한 팀이 되어 출전하였다. 이 날 상암월드컵경기장에서 열린 자선 축구 경기에서 희망팀을 상대로 최전방 공격수로 선발 출전한 양준혁은 번번이 오프사이드 트랩에 빠지며 공격 흐름을 끊기도 했지만 전반 20분에 김태영의 크로스를 받은 서경석의 패스를 받아 왼발 슛을 성공하여 득점하였다. 골을 터뜨린 후 그는 현역 시절 보여줬던 특유의 어퍼컷 세레모니를 펼치며 곧바로 걸그룹 미쓰에이의 춤으로 세레모니를 펼쳤다.

#### 해설 위원 데뷔
미국으로 지도자 연수를 떠날 것이라고 알려졌던 양준혁은 2011년 1월 11일 SBS와 해설 위원 계약을 맺게 되었다. 본인이 개최한 '전국 청소년 야구대축제'를 진행하면서 해외연수를 가려던 생각이 바뀌게 되었고, '양준혁 야구재단'의 설립과 운영으로 지도자 연수를 포기하게 되었다.

#### KBS 남자의 자격 출연
양준혁은 2011년 3월 14일 한국방송공사의 남자의 자격 - 죽기 전에 해야 할 101가지에 하차한 김성민 대신 합류한다고 밝혔고, 4월부터 해당 프로그램에 고정 출연하였다. 2011년 KBS 연예대상에서 쇼.오락 MC 남자부문 신인상을 수상하기도 하였다. 2012년 7월 제작진 교체와 예능 적응 부족으로 전현무와 함께 하차했다.

#### 양준혁 야구재단 설립
은퇴 후 여러 방면에서 활동하던 양준혁은 2011년 6월 13일 발대식을 개최하며 '양준혁 야구재단'을 출범했다. 양준혁은 “일반 학생들이 참가하는 야구 클럽을 활성화해 야구를 통한 인성교육을 목표로 재단을 만들었다”고 말했다. 이어 그는 “야구 붐을 타고 리틀야구팀도 많이 늘어나는 등 확장세에 있지만 중·고교생을 대상으로 한 청소년 야구는 사실상 정체 상태”라면서 “청소년이 너무 공부에만 얽매이지 않고 야구를 통해 훌륭하게 성장하도록 힘을 보태겠다”고 각오를 밝혔다.
'양준혁 야구재단'은 KBO 리그 출신 선수가 만든 최초의 재단이며, 국내 야구 선수가 만든 재단으로는 2001년 설립돼 해마다 장학금을 주는 재단법인 '박찬호 장학회'에 이어 양준혁이 2번째이다.

#### 자전 에세이 '뛰어라 지금이 마지막인 것처럼' 출간
2011년 7월 자전 에세이 '뛰어라! 지금이 마지막인 것처럼'을 펴냈다. 화려한 성공담보단 현역 시절 겪었던 위기와 실패, 좌절과 시련을 통해 얻은 본인의 인생 철학을 담았다. 중앙북스에서 출판하였다.

#### 다문화 유소년 야구단 '멘토리 야구단' 창단
재단 법인 '양준혁 야구재단'은 2011년 11월 20일 창단식을 열고 국내 최초로 다문화 가정 유소년들로 구성된 야구단을 창단하였다. 서울특별시교육청의 도움을 받아 서울특별시 거주 초등학교 4~6학년 다문화 가정 자녀 17명과 저소득층 어린이 12명이 1기 선수단으로 선발되었다.

창단식에서 양준혁 재단 이사장은 
| “ | 가슴이 벅차다. 멘토리 야구단은 성적 위주의 야구가 아니라, 즐거운 야구를 목표로 한다. 운동장에서 마음껏 뛰어놀 수 있는 공간을 마련해주고 싶다"며 "야구는 협동과 희생이 필요한 스포츠다. 야구를 배우며 팀원들과 하나됨을 느끼고 때로는 본인을 희생하며 팀을 위하는 마음을 배우게 될 것 | ” |

이라고 말했다.
멘토리 야구단 초대 감독으로는 삼성 라이온즈 투수 출신 박충식 감독이 선임되었다.

## 개인사
류택현, 박재홍과 더불어 KBO 리그의 대표적인 미혼 선수였으나, 2021년 3월 13일에 19세 연하의 가수 박현선과 결혼했다. 스승 김응용 감독이 주례를 맡았다.
2024년 12월 11일에 딸 양이재 양이 태어났다.

## 주요 기록

### 통산 안타 기록
| 기록                         | 날짜       | 소속팀 | 상대팀 | 장소 | 경기 내용                                                                 | 종전 기록        | 기타            |
| ---------------------------- | ---------- | ------ | ------ | ---- | ------------------------------------------------------------------------- | ---------------- | --------------- |
| 프로 데뷔 첫 안타            | 1993.4.10  | 삼성   | 쌍방울 | 대구 | 1회 우월 2루타 (상대 투수:임창식)                                         |                  |                 |
| 최소 경기 1000안타(857경기)  | 1999.10.2  | 해태   |        |      |                                                                           |                  |                 |
| 개인 통산 1300안타           | 2002.4.6   | 삼성   | LG     | 대구 |                                                                           |                  | 역대 6번째 기록 |
| 개인 통산 1400안타           | 2002.10.12 | 삼성   | 현대   | 대구 |                                                                           |                  | 역대 3번째 기록 |
| 개인 통산 1500안타           | 2003.7.31  | 삼성   | 롯데   | 대구 |                                                                           |                  | 역대 2번째 기록 |
| 개인 통산 1600안타           | 2004.5.2   | 삼성   | 두산   | 잠실 | 3회초, 1사 만루 상황에서 박명환에게서 2타점 좌전 적시타를 터뜨림.         |                  | 역대 2번째 기록 |
| 개인 통산 최다 2루타(328개)  | 2004.7.10  | 삼성   | 현대   | 수원 |                                                                           | 장종훈 (전 한화) |                 |
| 개인 통산 1700안타           | 2004.9.1   | 삼성   | 한화   | 대전 | 8회초, 문용민의 두 번째 투구를 받아쳐 가운데 담장을 넘기는 125m 투런 홈런 |                  | 역대 2번째 기록 |
| 개인 통산 최다 안타 (1772개) | 2005.6.25  | 삼성   | SK     | 인천 | 5회말, 윤길현의 초구를 밀어쳐 좌전 안타를 침.                             | 장종훈 (전 한화) |                 |
| 개인 통산 350개의 2루타      | 2005.7.10  | 삼성   | 두산   | 잠실 | 4회, 김명제의 2구째를 그대로 받아쳐 우선상 2루타를 만듦.                  |                  | 최초 기록       |
| 개인 통산 1800안타           | 2005.8.3   | 삼성   | SK     | 대구 | 4회, 신승현의 공을 잡아당겨 1~2루 사이를 뚫는 우전 안타                   |                  | 최초 기록       |
| 개인 통산 1900안타           | 2006.7.25  | 삼성   | KIA    | 대구 |                                                                           |                  | 최초 기록       |
| 개인 통산 2000안타           | 2007.6.9   | 삼성   | 두산   | 잠실 | 9회초, 이승학에게서 다섯 번째 타석 초구를 쳐서 안타를 침.                 |                  | 최초 기록       |
| 개인 통산 400개의 2루타      | 2007.6.13  | 삼성   | KIA    | 대구 | 3회초, 1사 2,3루에서 스코비를 상대로 우중간 펜스를 맞추는 2루타를 만듦.   |                  | 최초 기록       |
| 개인 통산 2100안타           | 2008.4.3   | 삼성   | LG     | 잠실 | 4회말 1사 1,2루 상황에서 브라운을 상대로 2타점 적시타를 만듦.             |                  | 최초 기록       |
| 개인 통산 2200안타           | 2008.9.27  | 삼성   | 두산   | 잠실 | 8회초, 중전안타로 2200안타 기록                                           |                  | 최초 기록       |
| 개인 통산 2300안타           | 2010.4.30  | 삼성   | 한화   | 대전 | 3회초, 유원상에게서 2300안타 기록                                         |                  | 최초 기록       |

### 통산 루타 기록
| 기록                          | 날짜      | 소속팀 | 상대팀 | 장소 | 경기 내용                                                                | 종전 기록        | 기타            |
| ----------------------------- | --------- | ------ | ------ | ---- | ------------------------------------------------------------------------ | ---------------- | --------------- |
| 개인 통산 2000루타 달성       | 2001.5.5  | LG     | 두산   | 잠실 |                                                                          |                  | 역대 7번째 기록 |
| 개인 통산 2500루타            | 2003.6.14 | 삼성   | 현대   | 대구 |                                                                          |                  | 역대 2번째 기록 |
| 개인 통산 3000루타            | 2005.5.7  | 삼성   | 한화   | 대구 |                                                                          |                  | 역대 2번째 기록 |
| 개인 통산 최다 루타(3173루타) | 2006.5.23 | 삼성   | 한화   | 대전 | 1회초, 좌전 안타로 개인 통산 3173루타 기록                               | 장종훈, 3172루타 |                 |
| 개인 통산 3200루타            | 2006.6.16 | 삼성   | SK     | 문학 |                                                                          |                  | 최초 기록       |
| 개인 통산 3300루타            | 2006.9.22 | 삼성   | 현대   | 대구 | 4회말, 장원삼을 상대로 2루타를 침으로써 개인 통산 3300루타 기록          |                  | 최초 기록       |
| 개인 통산 3400루타            | 2007.6.3  | 삼성   | 한화   | 대전 | 1회초, 류현진을 상대로 중전 안타를 뽑음.                                 |                  | 최초 기록       |
| 개인 통산 3500루타            | 2007.8.4  | 삼성   | SK     | 대구 | 1회말, 3구에서 로마노에게 중전 안타를 침.                                |                  | 최초 기록       |
| 개인 통산 3600루타            | 2008.6.1  | 삼성   | SK     | 대구 | 1회말, 1사 1루에서 채병룡에게 우익수 앞에 떨어지는 안타로 3600루타 기록. |                  | 최초 기록       |
| 개인 통산 3700루타            | 2008.9.27 | 삼성   | 두산   | 잠실 | 1회초, 2루쪽 내야 안타로 개인 통산 3700루타 기록                         |                  | 최초 기록       |
| 개인 통산 3800루타            | 2009.6.25 | 삼성   | 한화   | 대구 | 5회말, 안영명을 상대로 우측 담장을 넘기는 1점 홈런(349호)을 기록         |                  | 최초 기록       |

### 최고령 기록
| 기록                                     | 날짜       | 소속팀 | 상대팀 | 장소 | 경기 내용                                                                 | 종전 기록                                          | 기타                            |
| ---------------------------------------- | ---------- | ------ | ------ | ---- | ------------------------------------------------------------------------- | -------------------------------------------------- | ------------------------------- |
| 최고령 20-20클럽(38세 4개월 10일)        | 2007.10.5  | 삼성   | 롯데   | 부산 | 1회 안타 후 2루, 3회 몸에 맞는 공 후 2루 도루                             | 이종범 (KIA), 33세 28일전체 29번째 (22홈런 20도루) | 개인 통산 4회 째(박재홍과 타이) |
| 포스트 시즌 최고령 홈런(39세 4개월 15일) | 2008.10.11 | 삼성   | 롯데   | 대구 | 7회 1사 1루 2-4로 끌려갔을 때 우중간 펜스 넘기는 홈런 (상대 투수: 강영식) | 이만수 (삼성, 전 SK 감독) 39세 22일                |                                 |

| 기록                | 날짜      | 소속팀 | 상대팀 | 장소 | 경기 내용                                                                       | 종전 기록              | 기타              |
| ------------------- | --------- | ------ | ------ | ---- | ------------------------------------------------------------------------------- | ---------------------- | ----------------- |
| 개인 통산 1홈런     | 1993.4.20 | 삼성   | 해태   | 대구 |                                                                                 |                        |                   |
| 개인 통산 100홈런   | 1997.6.13 | 삼성   | 현대   | 인천 |                                                                                 |                        |                   |
| 개인 통산 150홈런   | 1999.4.28 | 해태   | LG     | 잠실 |                                                                                 |                        |                   |
| 개인 통산 200홈런   | 2001.6.12 | LG     | 삼성   | 대구 | 8회, 리베라에게서 투런 홈런                                                     |                        | 역대 5번째 기록   |
| 개인 통산 250홈런   | 2003.9.19 | 삼성   | 한화   | 대전 | 5회, 이상목의 체인지업을 잡아당겨 105m 우월 솔로 홈런                           |                        | 역대 4번째 기록   |
| 개인 통산 300홈런   | 2006.5.3  | 삼성   | SK     | 대구 | 1회말, 김원형의 초구를 받아쳐 좌측 펜스 넘어가는 투런 홈런                      |                        | 역대 3번째 기록   |
| 네 번째 150m 홈런   | 1997.8.1  | 삼성   | 롯데   | 사직 | 5회, 김태석을 상대로 관중석 상단에 떨어지는 솔로 홈런                           |                        | 역대 4번째 기록   |
| 개인 통산 340홈런   | 2009.4.14 | 삼성   | 한화   | 대구 | 1회말, 안영명의 직구를 받아쳐 우측 펜스 넘어가는 홈런                           |                        | 역대 2번째 기록   |
| 리그 통산 최다 홈런 | 2009.5.9  | 삼성   | LG     | 대구 | 6회말 무사 볼 카운트 1-3상황에서 류택현의 공을 받아친 좌중월 솔로 홈런          | 장종훈,340개 (진행 중) |                   |
| 개인 통산 350홈런   | 2009.7.14 | 삼성   | 두산   | 대구 | 1회말 1사 1,2루에서 이재우의 직구를 받아쳐 우측 펜스 넘어가는 125M 역전 3점홈런 |                        | 역대 첫 번째 기록 |

| 기록                                      | 날짜      | 소속팀 | 상대팀 | 장소 | 경기 내용                                                   | 종전 기록        | 기타            |
| ----------------------------------------- | --------- | ------ | ------ | ---- | ----------------------------------------------------------- | ---------------- | --------------- |
| 개인 통산 700개의 볼넷                    | 2001.9.14 | LG     | 두산   | 잠실 |                                                             |                  | 역대 4번째 기록 |
| 개인 통산 800개의 4사구                   | 2004.4.14 | 삼성   | LG     | 대구 |                                                             |                  | 역대 3번째 기록 |
| 개인 통산 800개의 볼넷                    | 2004.7.8  | 삼성   | KIA    | 광주 |                                                             |                  | 역대 3번째 기록 |
| 개인 통산 900개의 4사구                   | 2005.5.1  | 삼성   | KIA    | 대구 |                                                             |                  | 역대 2번째 기록 |
| 통산 최다 4사구 (998개: 볼넷 928 사구 71) | 2005.7.9  | 삼성   | 롯데   | 부산 |                                                             | 장종훈 (전 한화) |                 |
| 개인 통산 1000개의 4사구                  | 2005.7.20 | 삼성   | 롯데   | 사직 |                                                             |                  | 최초 기록       |
| 통산 최다 볼넷 (949개)                    | 2006.4.9  | 삼성   | 롯데   | 대전 | 1회말 무사 1,2루 장원준에게 볼넷                            | 김기태(전 SK)    |                 |
| 개인 통산 1000개의 볼냇                   | 2006.7.2  | 삼성   | KIA    | 광주 | 5회 1사 1,3루서 전병두에게 볼넷                             |                  | 최초 기록       |
| 개인 통산 1100개의 4사구                  | 2006.8.17 | 삼성   | KIA    | 대구 | 5회, 사구에 맞아 1100사사구 기록                            |                  | 최초 기록       |
| 개인 통산 1100개의 볼넷                   | 2007.6.27 | 삼성   | 두산   | 대구 |                                                             |                  | 최초 기록       |
| 개인 통산 1200개의 4사구                  | 2007.7.29 | 삼성   | KIA    | 광주 | 1회, 1사 1루에서 선발 투수 윤석민으로부터 몸에 맞는 볼 기록 |                  | 최초 기록       |

| 기록                         | 날짜      | 소속팀 | 상대팀   | 장소 | 경기 내용                                                     | 경기수 | 종전 기록                  | 기타                     |
| ---------------------------- | --------- | ------ | -------- | ---- | ------------------------------------------------------------- | ------ | -------------------------- | ------------------------ |
| 개인 통산 800타점            | 2001.7.25 | LG     | 현대     | 수원 |                                                               |        |                            | 역대 3번째 기록          |
| 개인 통산 900타점            | 2003.6.6  | 삼성   | 한화     | 대구 |                                                               |        |                            | 역대 2번째 기록          |
| 최소 경기 1000타점(1404경기) | 2004.5.14 | 삼성   | LG       | 잠실 | 3회 1사 만루 중전 안타                                        | 1404   | 장종훈 (전 한화)           | 역대 2번째, 심정수가 깸. |
| 개인 통산 1100타점           | 2005.6.18 | 삼성   | SK       | 대구 | 5회, 1타점 2루타                                              |        | 장종훈 (전 한화)           | 역대 2번째 기록          |
| 통산 최다 타점 경신          | 2006.5.16 | 삼성   | 두산     | 대구 | 1회말, 1사 2루 상황에서 리오스에게 우월 투런포를 침.          |        | 장종훈 (전 한화), 1145타점 |                          |
| 개인 통산 1200타점           | 2006.10.2 | 삼성   | 현대     | 수원 | 6회초 1사 1,3루에서 2타점 2루타를 침.                         |        |                            | 최초 기록                |
| 개인 통산 1300타점           | 2008.6.19 | 삼성   | 히어로즈 | 목동 | 3회초, 1사 1,3루에서 김수경에게 우익수 방면 2타점 2루타를 침. |        |                            | 최초 기록                |

| 기록                    | 날짜       | 소속팀 | 상대팀   | 장소 | 경기 내용                                         | 종전 기록        | 기타            |
| ----------------------- | ---------- | ------ | -------- | ---- | ------------------------------------------------- | ---------------- | --------------- |
| 개인 통산 700득점       | 2001.6.30  | LG     | 삼성     | 잠실 |                                                   |                  | 역대 6번째 기록 |
| 개인 통산 800득점       | 2002.10.13 | 삼성   | 현대     | 대구 |                                                   |                  | 역대 3번째 기록 |
| 개인 통산 900득점       | 2004.4.13  | 삼성   | LG       | 대구 |                                                   |                  | 역대 3번째 기록 |
| 개인 통산 1000득점      | 2005.4.27  | 삼성   | LG       | 대구 | 8회, 중전 안타로 출루한 후 심정수의 홈런으로 득점 |                  | 역대 3번째 기록 |
| 통산 최다 득점 (1044점) | 2005.9.4   | 삼성   | LG       | 잠실 | 5회 볼넷 출루 후 김대익의 안타로 득점             | 장종훈 (전 한화) |                 |
| 개인 통산 1100득점      | 2006.8.17  | 삼성   | KIA      | 대구 | 2회, 2루타 후 박진만의 2루타로 득점               |                  | 최초 기록       |
| 개인 통산 1200득점      | 2008.4.30  | 삼성   | 히어로즈 | 대구 | 9회말, 전준호로부터 우월 1점 홈런                 |                  | 최초 기록       |

| 기록                    | 날짜       | 소속팀 | 상대팀 | 장소 | 경기 내용 | 종전 기록        | 기타             |                                                  |
| ----------------------- | ---------- | ------ | ------ | ---- | --------- | ---------------- | ---------------- | ------------------------------------------------ |
| 개인 통산 1000경기 출장 | 2001.5.8   | LG     | 현대   | 수원 |           |                  |                  |                                                  |
| 개인 통산 1200경기 출장 | 2002.8.21  | 삼성   | KIA    | 대구 |           |                  | 역대 22번째 기록 |                                                  |
| 개인 통산 1300경기 출장 | 2003.6.24  | 삼성   | 롯데   | 대구 |           |                  | 역대 16번째 기록 |                                                  |
| 개인 통산 1400경기 출장 | 2004.5.8   | 삼성   | SK     | 대구 |           |                  | 역대 11번째 기록 |                                                  |
| 개인 통산 1500경기 출장 | 2004.10.3  | 삼성   | LG     | 대구 |           |                  | 역대 6번째 기록  |                                                  |
| 개인 통산 1600경기 출장 | 2005.8.14  | 삼성   | 롯데   | 대구 |           |                  | 역대 6번째 기록  |                                                  |
| 개인 통산 1700경기 출장 | 2006.7.25  | 삼성   | KIA    | 대구 |           |                  | 역대 5번째 기록  |                                                  |
| 개인 통산 1800경기 출장 | 2007.6.6   | 삼성   | 롯데   | 대구 |           |                  | 역대 5번째 기록  |                                                  |
| 개인 통산 1900경기 출장 | 2008.4.27  | 삼성   | 롯데   | 사직 |           |                  | 역대 5번째 기록  |                                                  |
| 개인 통산 2000경기 출장 | 2009.4.18  | 삼성   | 두산   | 대구 |           |                  | 역대 4번째 기록  |                                                  |
| 개인 통산 2112경기 출장 | 2010. 6. 3 | 삼성   | KIA    | 대구 |           | 김민재, 2111경기 | 첫 번째          | 6회말 2사 1,2루에서 대타 출장 경기는 팀의 3:8 패 |

| 기록                         | 날짜      | 소속팀 | 상대팀 | 장소 | 경기 내용 | 종전 기록 | 기타                                                       |
| ---------------------------- | --------- | ------ | ------ | ---- | --- | --------- | ---------------------------------------------------------- |
| 첫 번째 사이클링 히트        | 1996.8.23 | 삼성   | 현대   | 대구 | |           | 역대 8번째 기록                                            |
| 프로 9년 연속 세 자릿수 안타 | 2001.8.12 | LG     | KIA    | 잠실 | 8회말, 1사 만루에서 1루쪽 내야 안타 |           | 최초 기록                                                  |
| 10년 연속 두 자릿수 홈런     | 2002.7.28 | 삼성   | 두산   | 대구 | 이 홈런이 두산전의 끝내기 홈런이 됨. |           | 역대 3번째 기록                                            |
| 10년 연속 세 자릿수 안타     | 2002.9.28 | 삼성   | 한화   | 대전 | |           | 최초 기록                                                  |
| 두 번째 사이클링 히트        | 2003.4.15 | 삼성   | 현대   | 수원 | 첫 타석 솔로 홈런, 두 번째 타석 좌전 안타, 세 번째 타석 2루타, 네 번째 타석 3루타                                                                       |           | 역대 10번째 기록,(한 선수가 2번째 기록하는 것은)최초 기록. |
| 11년 연속 세 자릿수 루타     | 2003.6.5  | 삼성   | KIA    | 대구 | |           | 역대 4번째 기록                                            |
| 11년 연속 20개 이상의 2루타  | 2003.7.5  | 삼성   | 한화   | 대구 | |           | 최초 기록                                                  |
| 11년 연속 세 자릿수 안타     | 2003.8.6  | 삼성   | 두산   | 잠실 | |           | 최초 기록                                                  |
| 역대 최소경기 300개 2루타    | 2003.8.12 | 삼성   | 한화   | 대구 | |           | 1,327경기                                                  |
| 12년 연속 두 자릿수 홈런     | 2004.5.19 | 삼성   | KIA    | 대구 | |           | 역대 2번째 기록                                            |
| 12년 연속 세 자릿수 루타     | 2004.5.25 | 삼성   | LG     | 잠실 | |           | 역대 3번째 기록                                            |
| 개인 통산 5000타수           | 2004.5.26 | 삼성   | LG     | 잠실 | |           | 역대 3번째 기록                                            |
| 12년 연속 세 자릿수 안타     | 2004.7.14 | 삼성   | 두산   | 잠실 | 6회, 무사 2루에서 우전 적시타 |           | 최초 기록                                                  |
| 12년 연속 20개 이상 2루타    | 2004.7.24 | 삼성   | 롯데   | 부산 | |           | 최초 기록                                                  |
| 13년 연속 두 자릿수 홈런     | 2005.7.12 | 삼성   | 현대   | 제주 | 1회초, 이대환을 상대로 비거리 110m의 솔로 홈런 |           | 역대 2번째 기록                                            |
| 13년 연속 세 자릿수 안타     | 2005.9.20 | 삼성   | LG     | 대구 | 9회말 1사, 신재웅에게서 좌전안타 |           | 최초 기록                                                  |
| 14년 연속 두 자릿수 홈런     | 2006.8.5  | 삼성   | 한화   | 대전 | 6회말, 송진우에게 투런 홈런 |           | 역대 2번째 기록                                            |
| 14년 연속 세 자릿수 안타     | 2006.8.27 | 삼성   | 한화   | 대전 | 2회 1사 만루, 문동환에게서 2타점 우전적시타 |           | 최초 기록                                                  |
| 15년 연속 두 자릿수 홈런     | 2007.5.19 | 삼성   | LG     | 대구 | 1회, 박명환에게서 가운데 담장을 넘기는 솔로 홈런 |           | 역대 2번째 기록                                            |
| 한 경기 최다 안타(6개)       | 2007.7.13 | 삼성   | 현대   | 수원 | 첫타석 1루타,두 번째 타석 우익수뒤 홈런(120m),세 번째 타석 1루타,다섯 번째 타석 우중간 홈런(130m),여섯 번째 타석 우중간 홈런(130m),일곱 번째 타석 1루타 |           | 역대 4번째 기록                                            |
| 15년 연속 세 자릿수 안타     | 2007.7.26 | 삼성   | 두산   | 잠실 | 8회, 유격수 오른쪽 느린 땅볼 안타 |           | 최초 기록                                                  |
| 16년 연속 세 자릿수 안타     | 2008.9.18 | 삼성   | KIA    | 대구 | 2회 1사 1루에서 양현종상대로 중전 안타 |           | 최초 기록                                                  |

## 통산 기록
| 연 도          | 소 속          | 나 이          | 출 장 | 타 석 | 타 수 | 득 점 | 안 타 | 2 루 타 | 3 루 타 | 홈 런 | 타 점 | 도 루 | 도 실 | 볼 넷 | 삼 진 | 타 율 | 출 루 율 | 장 타 율 | O P S | 루 타 | 병 살 타 | 몸 맞 | 희 타 | 희 플 | 고 4 |
| -------------- | -------------- | -------------- | ----- | ----- | ----- | ----- | ----- | ------- | ------- | ----- | ----- | ----- | ----- | ----- | ----- | ----- | -------- | -------- | ----- | ----- | -------- | ----- | ----- | ----- | ---- |
| 1993           | 삼성           | 24             | 106   | 456   | 381   | 82    | 130   | 27      | 1       | 23    | 90    | 4     | 9     | 61    | 40    | .341  | .436     | .598     | 1.035 | 228   | 7        | 8     | 0     | 6     | 6    |
| 1994           | 삼성           | 25             | 123   | 496   | 427   | 62    | 128   | 21      | 1       | 19    | 87    | 15    | 4     | 63    | 42    | .300  | .386     | .487     | .873  | 208   | 7        | 0     | 1     | 5     | 7    |
| 1995           | 삼성           | 26             | 125   | 527   | 438   | 81    | 137   | 34      | 1       | 20    | 84    | 8     | 2     | 77    | 50    | .313  | .418     | .532     | .949  | 233   | 7        | 6     | 0     | 6     | 8    |
| 1996           | 삼성           | 27             | 126   | 530   | 436   | 89    | 151   | 33      | 2       | 28    | 87    | 23    | 18    | 82    | 76    | .346  | .452     | .624     | 1.076 | 272   | 4        | 6     | 0     | 5     | 8    |
| 1997           | 삼성           | 28             | 126   | 561   | 442   | 94    | 145   | 32      | 5       | 30    | 98    | 25    | 17    | 103   | 75    | .328  | .455     | .627     | 1.082 | 277   | 7        | 7     | 0     | 8     | 27   |
| 1998           | 삼성           | 29             | 126   | 552   | 456   | 80    | 156   | 30      | 1       | 27    | 89    | 15    | 14    | 87    | 69    | .342  | .450     | .590     | 1.040 | 269   | 14       | 5     | 0     | 3     | 26   |
| 1999           | 해태           | 30             | 131   | 588   | 496   | 96    | 160   | 23      | 1       | 32    | 105   | 21    | 12    | 82    | 68    | .323  | .421     | .567     | .987  | 281   | 14       | 5     | 1     | 4     | 7    |
| 2000           | LG             | 31             | 117   | 514   | 432   | 79    | 135   | 30      | 2       | 15    | 92    | 15    | 4     | 73    | 65    | .313  | .415     | .495     | .911  | 214   | 6        | 5     | 0     | 3     | 4    |
| 2001           | LG             | 32             | 124   | 531   | 439   | 79    | 156   | 20      | 3       | 14    | 92    | 12    | 5     | 80    | 55    | .355  | .449     | .510     | .959  | 224   | 9        | 1     | 2     | 8     | 4    |
| 2002           | 삼성           | 33             | 132   | 437   | 391   | 60    | 108   | 23      | 2       | 14    | 50    | 2     | 3     | 39    | 56    | .276  | .349     | .453     | .801  | 177   | 9        | 5     | 0     | 1     | 3    |
| 2003           | 삼성           | 34             | 133   | 551   | 490   | 90    | 161   | 37      | 2       | 33    | 92    | 2     | 5     | 49    | 49    | .329  | .395     | .614     | 1.009 | 301   | 13       | 6     | 4     | 2     | 2    |
| 2004           | 삼성           | 35             | 133   | 584   | 479   | 95    | 152   | 30      | 0       | 28    | 103   | 5     | 2     | 89    | 53    | .315  | .434     | .553     | .987  | 265   | 10       | 13    | 1     | 2     | 8    |
| 2005           | 삼성           | 36             | 124   | 463   | 394   | 61    | 103   | 15      | 1       | 13    | 50    | 10    | 3     | 62    | 44    | .261  | .367     | .404     | .771  | 159   | 16       | 5     | 0     | 2     | 5    |
| 2006           | 삼성           | 37             | 126   | 533   | 413   | 63    | 125   | 31      | 1       | 13    | 81    | 12    | 7     | 103   | 43    | .303  | .446     | .477     | .923  | 197   | 11       | 9     | 1     | 7     | 10   |
| 2007           | 삼성           | 38             | 123   | 544   | 442   | 78    | 149   | 34      | 0       | 22    | 72    | 20    | 8     | 91    | 44    | .337  | .456     | .563     | 1.019 | 249   | 10       | 7     | 1     | 2     | 15   |
| 2008           | 삼성           | 39             | 114   | 443   | 385   | 49    | 107   | 16      | 2       | 8     | 49    | 1     | 1     | 46    | 37    | .278  | .364     | .392     | .756  | 151   | 10       | 7     | 2     | 2     | 4    |
| 2009           | 삼성           | 40             | 82    | 322   | 249   | 51    | 82    | 16      | 0       | 11    | 48    | 3     | 4     | 63    | 24    | .329  | .464     | .526     | .990  | 131   | 7        | 4     | 1     | 5     | 4    |
| 2010           | 삼성           | 41             | 64    | 175   | 142   | 10    | 35    | 6       | 0       | 1     | 20    | 0     | 1     | 28    | 20    | .239  | .371     | .303     | .674  | 43    | 3        | 3     | 0     | 2     | 2    |
| KBO 통산: 18년 | KBO 통산: 18년 | KBO 통산: 18년 | 2135  | 8807  | 7332  | 1299  | 2320  | 458     | 25      | 351   | 1389  | 193   | 119   | 1278  | 910   | .316  | .421     | .529     | .950  | 3879  | 164      | 102   | 14    | 73    | 150  |

- 시즌 기록 중 굵은 글씨는 해당 시즌 최고 기록, 빨간 글씨는 한국 프로야구 역사상 최고 기록

## 수상 · 타이틀 경력

### 대학
- 1988년: 대학 선수권 대회 타격상 (타율 0.545)
- 1989년: 전국 대학 추계 리그 도루상
- 1990년: 전국 대학 춘계 리그 도루상
- 1991년: 대통령기 대회 타점상 / 백호기 대회 도루상
- 1992년: 대통령배 실업 추계 리그 홈런상

### 선수시절·은퇴후
- 최우수 신인상 (1993년)
- 부문별 타이틀
  - 1993년: 최고 수위 타자상(타율 0.341), 최고 출루율상(0.436), 최고 장타율상(0.598)
  - 1994년: 최다 타점상(87점)
  - 1996년: 최고 수위 타자상(0.346), 최다 안타상(151개), 최고 장타율상(0.624)
  - 1998년: 최고 수위 타자상(0.342), 최다 안타상(156개), 최고 출루율상(0.450)
  - 2001년: 최고 수위 타자상(0.355)
  - 2006년: 최고 출루율상(0.445)
- 골든 글러브 (총 8회 수상)
  - 외야수 부문: 1996, 1997, 1998, 2003년
  - 지명타자 부문: 2001, 2006, 2007년
  - 내야수 부문: 2004년
- KBS 연예대상
  - 쇼.오락 MC 남자부문 신인상: 2011년
- 제2회 행복나눔인 보건복지부장관상 (2012년)

## 방송 출연

### 드라마
- 《응답하라 1997》 (tvN, 2012년) - 윤준혁(윤윤제&윤태웅의 아버지) 역 (특별출연)
- 《황금거탑》 (tvN, 2014년) - 산적마을 체험객 역
- 《반짝반짝 작은 별》 (KBS1, 2016년) - 체육교사 역

### 영화
- 《노브레싱》 (2013년) - 까메오.

### 예능
- 1998년 KBS2 《가족오락관》 (1998년) - 게스트
- 2011년 ~ 2013년 채널A 《불멸의 국가대표》  고정출연
- 2011년 ~ 2012년 KBS 《남자의 자격》 - 고정출연
- 2014년 ~ 2017년 TV 조선 《애정통일 남남북녀》 - 고정출연
- 2019년 ~ 2020년 JTBC 《뭉쳐야 찬다》 - 고정출연
- 2019년 JTBC 《찰떡콤비》 - 11회
- 2020년 MBC TV 《라디오스타》 - 게스트
- 2021년 KBS2 《살림하는 남자들》
- 2022년 MBN 《속풀이쇼 동치미》 - 게스트
- 2022년 JTBC 《전설체전》 - 게스트
- 2024년 MBC TV 《라디오스타》 - 게스트
- 2025년 MBN 속풀이쇼 동치미 - 게스트

## 홍보대사 활동
- 2014년 기후변화주간 홍보대사
- 2013년 국립대구과학관 홍보대사
- 2013년 전국생활체육대축전 홍보대사
- 2013년 대구경찰청 홍보대사
- 2013년 자살예방 홍보대사
- 2012년 통일부 홍보대사
- 2012년 제9회 한국스페셜올림픽 전국하계대회 홍보대사
- 2011년 구세군 홍보대사
- 2011년 스포츠바우처 홍보대사
- 2011년 투르 드 코리아 홍보대사
- 2011년 생명나눔 친선대사
- 2011년 대구시 홍보대사
- 2011년 월드비전 홍보대사
- 2009년 홍명보 장학재단 셰어 더 드림 풋볼 매치 홍보대사
- 2009년 전국한우협회 한우 홍보대사
- 2007년 경북지방경찰청 교통홍보대사
- 2002년 아동학대예방 홍보대사

## 가족관계
- 배우자 : 박현선 (1988년 ~)
- 자녀 : 딸 양이재 (2024년 12월 11일 생)

## 같이 보기
- 2000년 선수협 파동 사건
- 성구회